# Монреаль-ла-Клюз
Монреа́ль-ла-Клюз (фр. Montréal-la-Cluse) — коммуна во Франции, находится в регионе Рона — Альпы. Департамент — Эн. Входит в состав кантона Нантюа. Округ коммуны — Нантюа.
Код INSEE коммуны — 01265.

## География
Коммуна расположена приблизительно в 390 км к юго-востоку от Парижа, в 75 км северо-восточнее Лиона, в 27 км к востоку от Бурк-ан-Бреса.

## Климат
Климат полуконтинентальный с холодной зимой и тёплым летом. Дожди бывают нечасто, в основном летом.

## Население
Население коммуны на 2010 год составляло 3457 человек.
| 1962 | 1968 | 1975 | 1982 | 1990 | 1999 | 2010 |
| ---- | ---- | ---- | ---- | ---- | ---- | ---- |
| 1640 | 1926 | 2560 | 3042 | 3496 | 3699 | 3457 |

## Администрация
| Период | Период | Фамилия     | Партия        | Примечания |
| ------ | ------ | ----------- | ------------- | ---------- |
| 1995   | 2014   | Жиль Морози | Разные правые |            |
| 2014   | 2020   | Жан Дегерри |               |            |

## Экономика
В 2010 году среди 2266 человек трудоспособного возраста (15—64 лет) 1664 были экономически активными, 602 — неактивными (показатель активности — 73,4 %, в 1999 году было 74,5 %). Из 1664 активных жителей работали 1465 человек (824 мужчины и 641 женщина), безработных было 199 (99 мужчин и 100 женщин). Среди 602 неактивных 183 человека были учениками или студентами, 184 — пенсионерами, 235 были неактивными по другим причинам.

## Фотогалерея

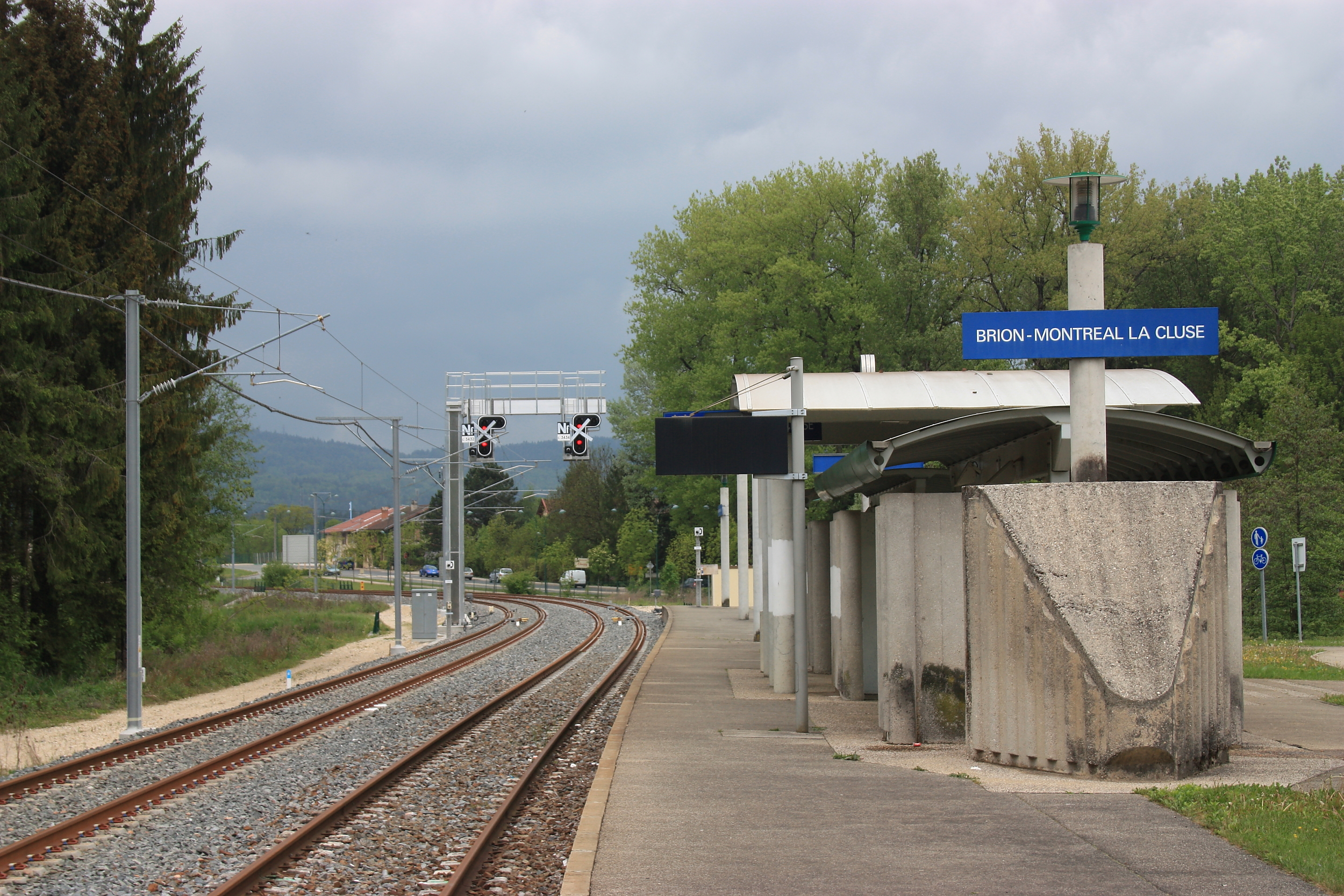
Вокзал Брион-Монреаль-ла-Клюз
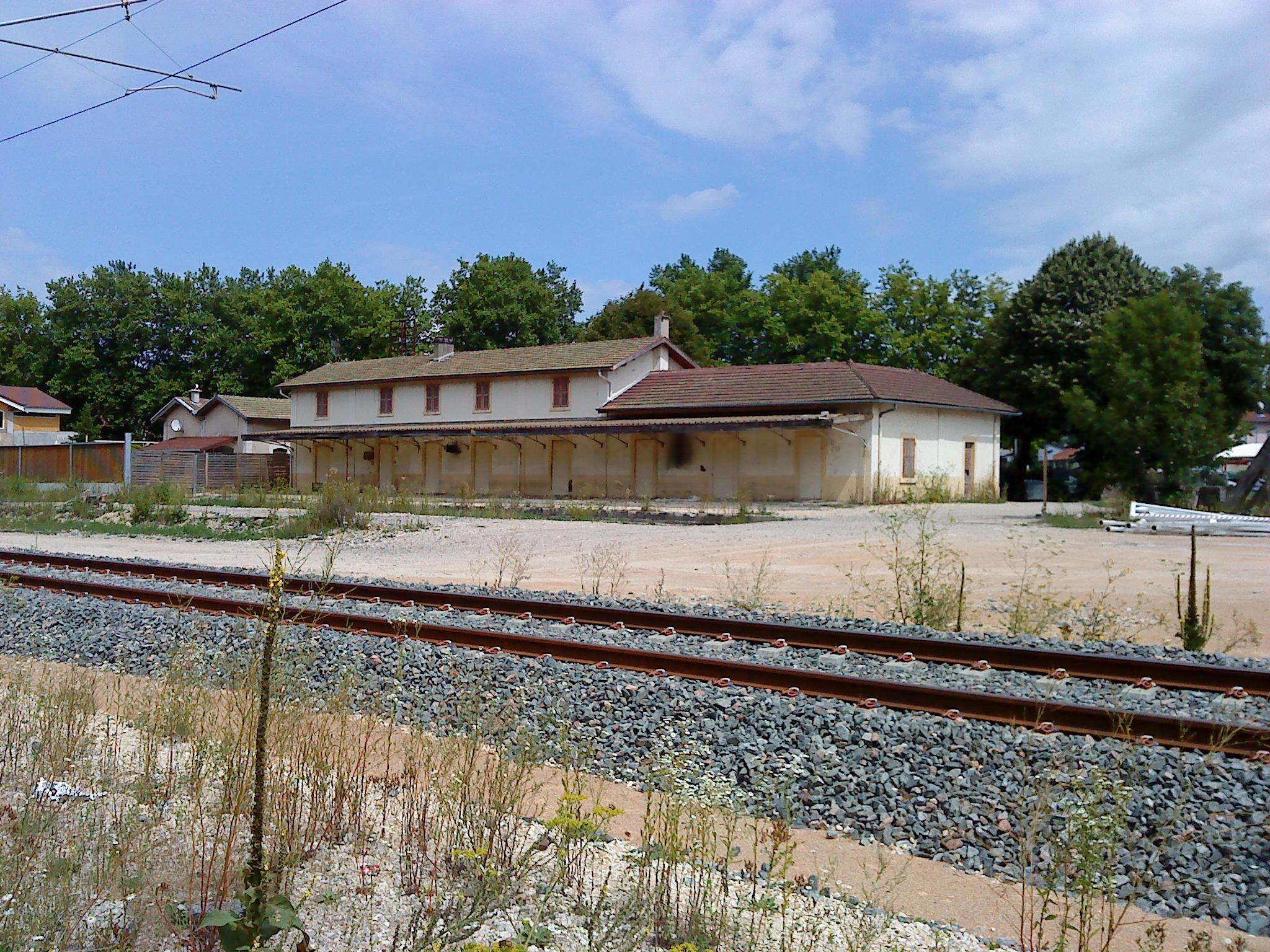
Вокзал Ла-Клюз
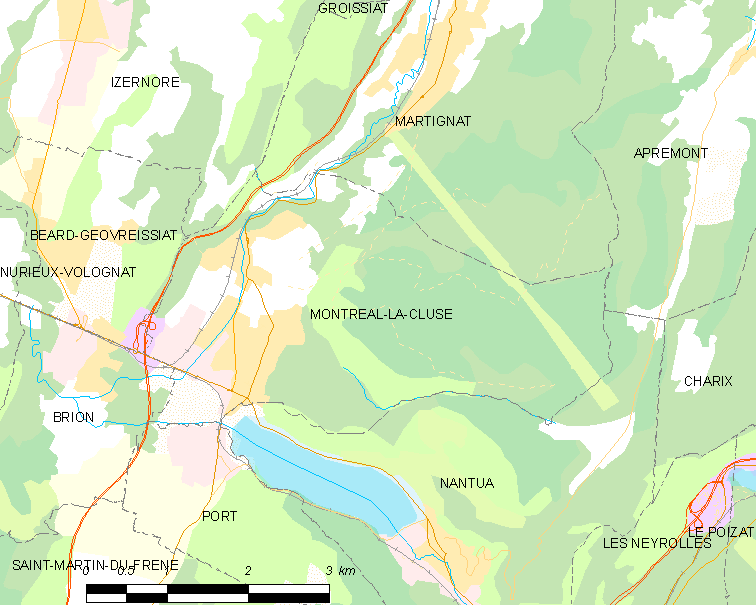
Карта коммуны